# Восека (округ, Міннесота)
Шаблон:StateAbbr_ 44°01′ пн. ш. 93°35′ зх. д. / 44.02° пн. ш. 93.59° зх. д.
Округ Восека (англ. Waseca County) — округ (графство) у штаті Міннесота, США. Ідентифікатор округу 27161.

## Історія
Округ утворений 1857 року.

## Демографія
За даними перепису
2000 року
загальне населення округу становило 19526 осіб, зокрема міського населення було 9803, а сільського — 9723.
Серед мешканців округу чоловіків було 10199, а жінок — 9327. В окрузі було 7059 домогосподарств, 4990 родин, які мешкали в 7427 будинках.
Середній розмір родини становив 3,07.
Віковий розподіл населення поданий у таблиці:
| Стать    | До 15 років | 15-21 | 22-29 | 30-39 | 40-49 | 50-65 | 65-85 | Понад 85 |
| -------- | ----------- | ----- | ----- | ----- | ----- | ----- | ----- | -------- |
| Чоловіки | 2118        | 990   | 1164  | 1729  | 1643  | 1417  | 1016  | 122      |
| Жінки    | 1987        | 931   | 821   | 1223  | 1443  | 1294  | 1319  | 309      |

## Суміжні округи
- Райс — північний схід
- Стіл — схід
- Фріборн — південний схід
- Феріболт — південний захід
- Блю-Ерт — захід
- Ле-Сюер — північний захід

## Виноски
1. ↑  US Decennial Census. US Census Bureau. Архів оригіналу за 4 квітня 2018. Процитовано 25 жовтня 2014.
2. ↑  Historical Census Browser. University of Virginia Library. Архів оригіналу за 11 серпня 2012. Процитовано 25 жовтня 2014.
3. ↑  Population of Counties by Decennial Census: 1900 to 1990. US Census Bureau. Архів оригіналу за 4 серпня 2014. Процитовано 25 жовтня 2014.
4. ↑  Census 2000 PHC-T-4. Ranking Tables for Counties: 1990 and 2000 (PDF). US Census Bureau. Архів оригіналу (PDF) за 18 грудня 2014. Процитовано 25 жовтня 2014.
5. ↑  State & County QuickFacts. Бюро перепису населення США. Архів оригіналу за 22 липня 2011. Процитовано 1 вересня 2013.(англ.) Наведено за англійською вікіпедією.
6. ↑  American FactFinder. Бюро перепису населення США. Архів оригіналу за 26 лютого 2012. Процитовано 31 січня 2008.

| США | Це незавершена стаття з географії США. Ви можете допомогти проєкту, виправивши або дописавши її. |